# Eremiasphecium
Eremiasphecium (лат.) — род песочных ос (Crabronidae). Встречаются в Северной Африке (Египет, Канарские острова), Средней Азии, Центральной Азии (Монголия) и на Ближнем Востоке (Аравийский полуостров). Всего известно 12 видов.

## Описание
Мелкие осы (3—5 мм). Тело с желтыми и белыми отметинами. Клипеус с парой зубцов по переднему краю. Места прикрепления усиков сдвинуты далеко вперёд и практически соприкасаются с фронтоклипеальным швом. Внутренние края глаз без вырезки, отдалены друг от друга. Нижнечелюстные щупики 5-члениковые, а нижнегубные состоят из 3 сегментов. Плечевые бугры соприкасаются с крыловыми крышечками. III-я субмаргинальная крыловая ячейка сильно редуцирована и не крупнее II-й.
Биология малоисследована, известно только, что они обитатели пустынь, а вид Eremiasphecium budrysi гнездится в земле и охотится на трипсов (Казенас, 1991).

## Систематика
Систематическое положение дискутируется. Ранее род Eremiasphecium сближали с филантинами, пемфредонинами и другими песочными осами, выделяли в отдельную трибу Eremiaspheciini Menke, 1967. В последнее время род включают вместе с Laphyragogus в подсемейство Eremiaspheciinae Menke, 1967
.
В 2021 году выделены отдельное семейство песочных ос: Eremiaspheciidae  Menke, 1967 на основании Eremiaspheciinae (подсемейство из бывшего семейства ‘Crabronidae’).

### Классификация
- Eremiasphecium arabicum Pulawski, 1992 — ОАЭ, Саудовская Аравия[6]
- Eremiasphecium budrysi (Kazenas, 1991) — Казахстан[4]
  - =Taukumia budrysi Kazenas, 1991
- Eremiasphecium crassicorne (Gussakovskij, 1930) — Казахстан, Монголия, Туркменистан
  - =Shestakovia crassicornis Gussakovskij, 1930
  - =Eremiasphecium dzhanokmenae Kazenas, 1974
- Eremiasphecium desertorum (Gussakovskij, 1930) — Туркменистан
  - =Shestakovia desertorum Gussakovskij, 1930
- Eremiasphecium digitatum (Gussakovskij, 1930) — Туркменистан
  - =Shestakovia digitata Gussakovskij, 1930
- Eremiasphecium harteni (Simon Thomas, 1994) — Йемен, ОАЭ
  - =Xanthosphecium harteni Simon Thomas, 1994
- Eremiasphecium longiceps (Gussakovskij, 1930) — Монголия, Туркменистан
  - =Shestakovia longiceps Gussakovskij, 1930
- Eremiasphecium mollakarum Marshakov, 1976 — Туркменистан
- Eremiasphecium ornatum (Gussakovskij, 1930) — Казахстан, Монголия, Туркменистан
  - =Shestakovia ornata Gussakovskij, 1930
  - =Mongolia steppicola Tsuneki, 1972
  - =Eremiasphecium gussakovskii Kazenas, 1974
- Eremiasphecium pulawskii Schmid-Egger, 2011 — ОАЭ[8]
- Eremiasphecium sahelense (Simon Thomas, 1994)
  - =Xanthosphecium sahelense Simon Thomas, 1994 — Сенегал
- Eremiasphecium schmiedeknechtii Kohl, 1897 — Северная Африка, Аравийский полуостров, Средняя Азия